# Zitadelle von Amiens

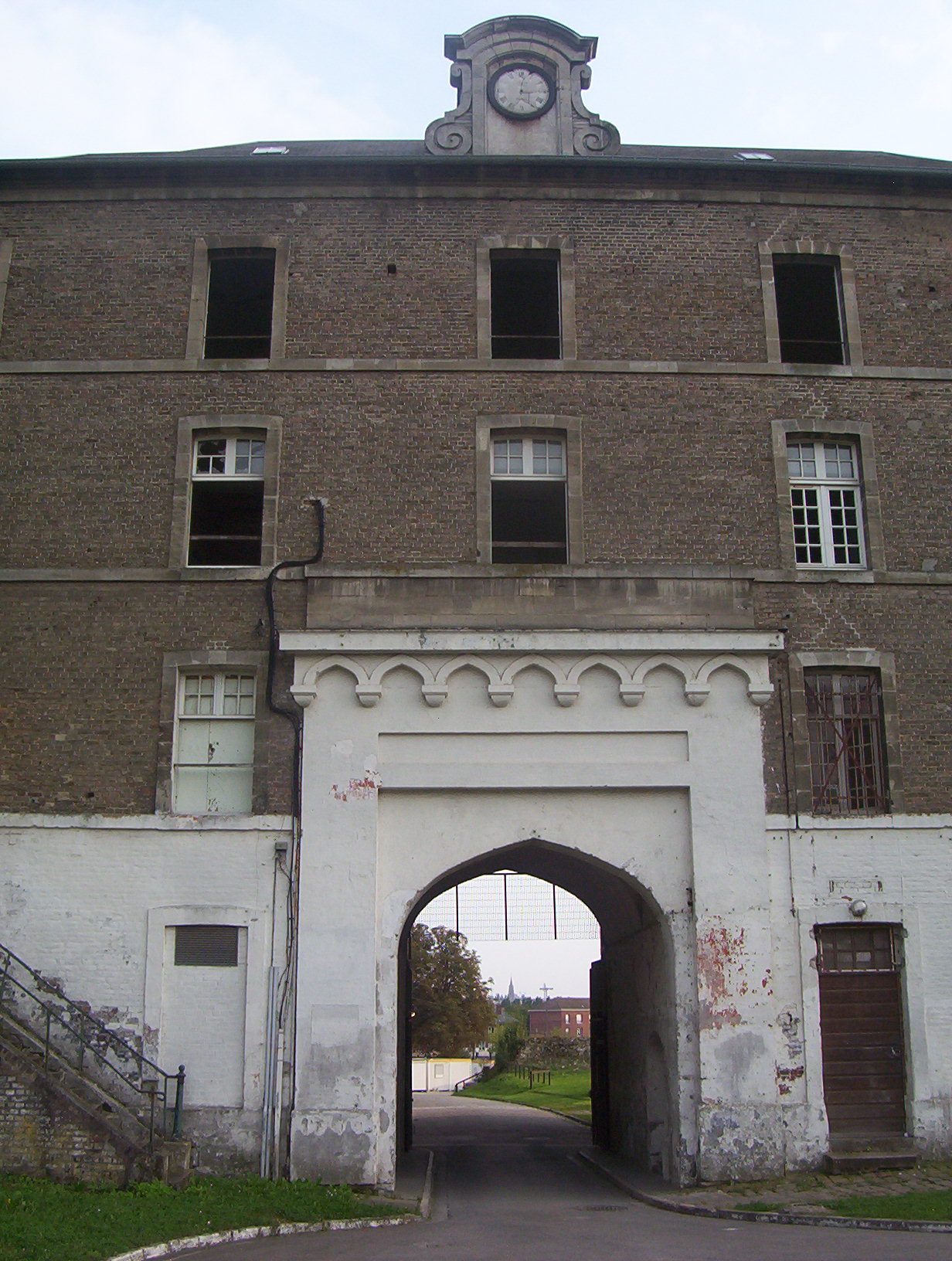
Zitadelle von Amiens

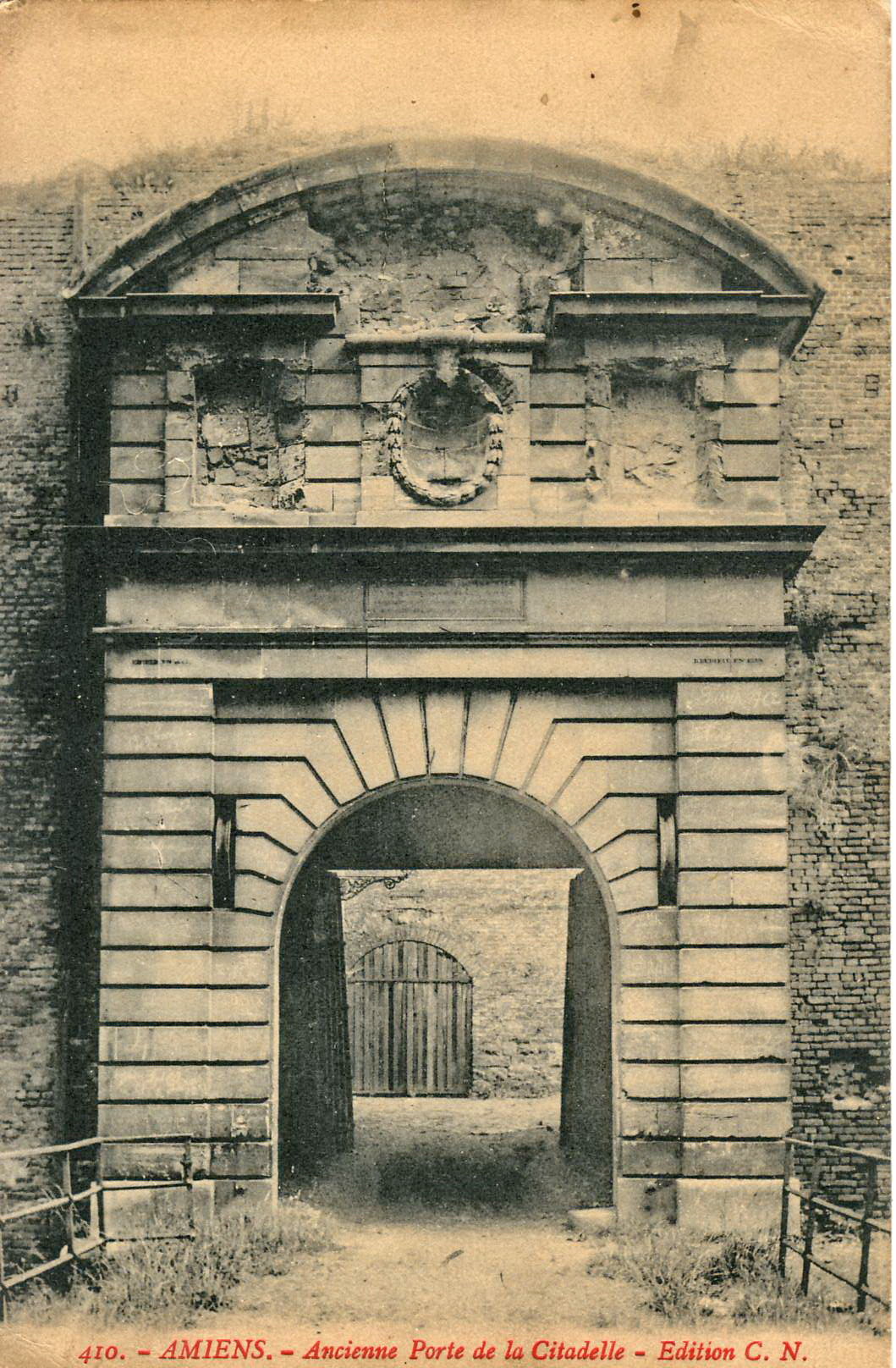
Historische Aufnahme der Porte Royale

Die Zitadelle von Amiens ist eine historische Zitadelle auf ursprünglich fünfeckigem Grundriss in Amiens in der Picardie (Frankreich).

## Geschichte
Die Zitadelle wurde auf Anordnung von König Heinrich IV. zu Beginn des 17. Jahrhunderts von Jean Errard errichtet, nachdem die Stadt 1597 von spanischen Truppen besetzt worden war. Die 1999 von der Armee aufgegebene Zitadelle wird für eine Nutzung durch die Université de Picardie unter Leitung von Renzo Piano umgebaut und renoviert. Auch das ausgedehnte Mauerwerk wird restauriert.

## Beschreibung
Die Zitadelle ist ein Bau im Norden der Altstadt westlich der Straße nach Doullens, einer früheren Römerstraße. Der bis 1859 benutzte Hauptzugang im Süden, die Porte Royale, wurde 1620 errichtet. Die Porte Montre-Ecu wurde wohl schon unter Ludwig XIV. teilweise abgebrochen. 1962 wurden zwei Bastionen im Zug des Straßenausbaus abgebrochen. Im Übrigen war die Anlage bis zu Beginn der Renovierungsarbeiten weitgehend unversehrt erhalten.
Die Zitadelle ist seit 1840 als Monument historique klassifiziert, weitere Teile sind seit 1978 eingetragen (Base Mérimée PA00116049).